# 日向草場デジタルテレビ中継局
日向草場デジタルテレビ中継局（ひゅうがくさばデジタルテレビちゅうけいきょく）は、宮崎県日向市にあるデジタルテレビ中継局である。

## 概要
日向市のJR日豊本線日向市駅西側地域を主な放送区域としている。

## 放送設備

### 所在地
- 宮崎県日向市富高（翁神社の上）

### 地上デジタルテレビ放送
| ID | 放送局名      | 放送局名      | 物理チャンネル | 空中線電力 | ERP  | 放送対象地域 | 放送区域内世帯数 |
| -- | ------------- | ------------- | -------------- | ---------- | ---- | ------------ | ---------------- |
| 1  | NHK宮崎       | 総合          | 32ch           | 10mW       | 59mW | 宮崎県       | 1,675世帯        |
| 2  | NHK宮崎       | Eテレ         | 36ch           | 10mW       | 58mW | 全国         | 1,675世帯        |
| 3  | UMKテレビ宮崎 | UMKテレビ宮崎 | 34ch           | 10mW       | 58mW | 宮崎県       | 1,675世帯        |
| 6  | MRT宮崎放送   | MRT宮崎放送   | 38ch           | 10mW       | 58mW | 宮崎県       | 1,675世帯        |

#### 補足
- 2010年6月30日予備免許交付、同7月14日試験放送開始、同8月20日本放送開始[2]。
- 実効輻射電力（ERP）：NHK総合が59mW[3]、NHK Eテレ、UMKテレビ宮崎、MRT宮崎放送が58mWである[4][5][6]。